# Priorado de Higham
O Priorado de Higham foi um priorado em Kent, Inglaterra, provavelmente fundado em 1148. Foi oficialmente dissolvido no dia 28 de setembro de 1524.